# Maximilian Heimerl
Maximilian Heimerl (* 3. November 1970 in Bad Griesbach) ist ein deutscher Politiker der CSU. Seit 1. Mai 2020 ist er Landrat des Landkreises Mühldorf a. Inn. Er ist verheiratet und hat zwei Söhne.

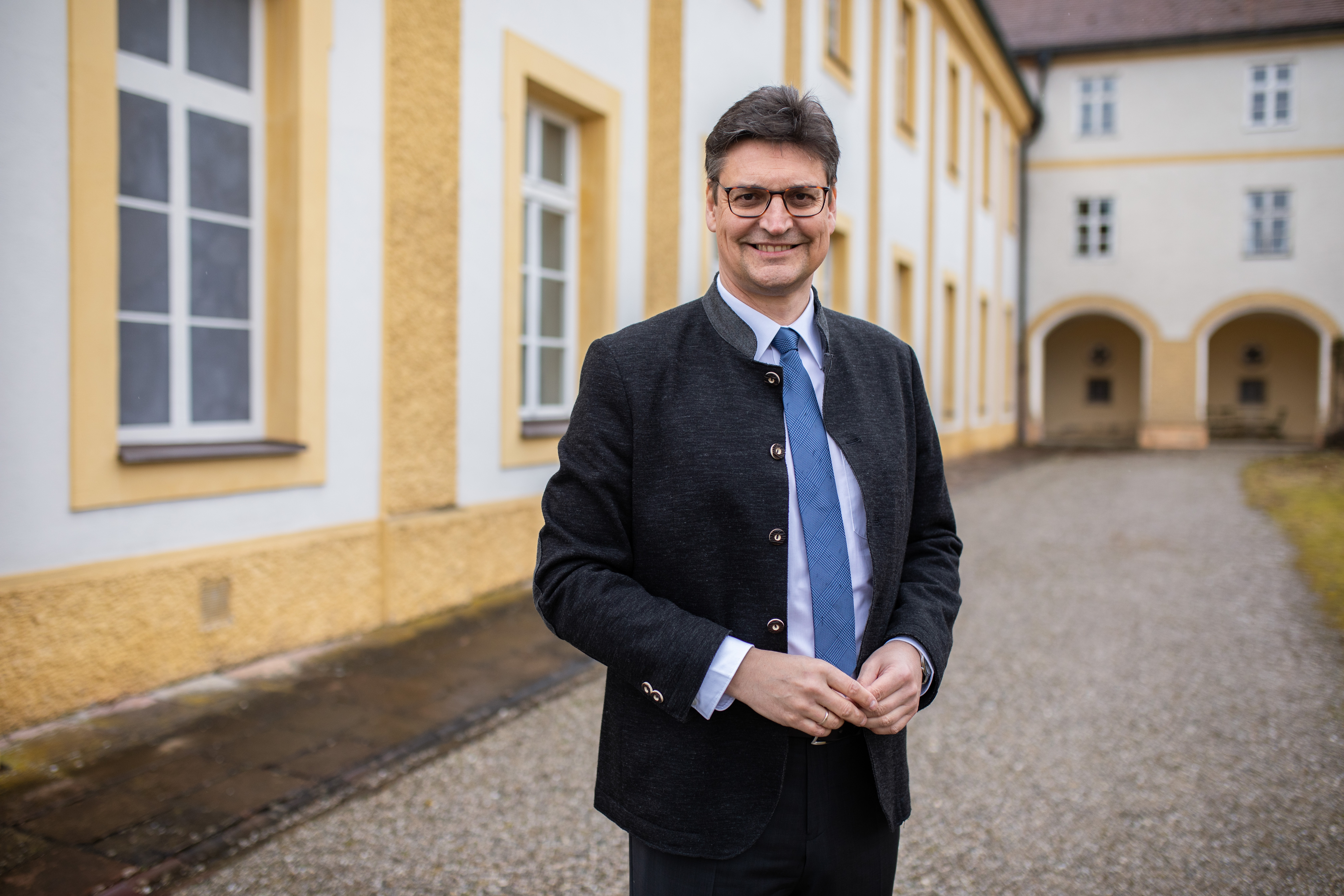
Landrat Max Heimerl, 2022

## Ausbildung und Beruf
Nach dem Abitur 1990 am Gymnasium Vilsbiburg studierte Max Heimerl von 1990 bis 1994 Betriebswirtschaftslehre an der Universität Passau und von 1994 bis 1997 Wirtschaftspädagogik an der Ludwig-Maximilians-Universität München. 1997 schloss er sein Studium mit der Diplomprüfung zum Diplom-Handelslehrer ab. Nach seinem Referendariat an der Staatlichen Berufsschule II Straubing-Bogen und der Staatlichen Fach- und Berufsoberschule Altötting war er einige Jahre im Schuldienst tätig.
2002 wechselte Max Heimerl ans Landratsamt Mühldorf a. Inn. Dort war er bis 2007 Geschäftsstellenleiter.
Von 2007 bis 2008 war Max Heimerl Persönlicher Referent des Bayerischen Staatsministers für Unterricht und Kultus und von 2008 bis 2011 Persönlicher Referent des Leiters der Bayerischen Staatskanzlei Siegfried Schneider. Anschließend leitete er das Referat Regierungsplanung, Regierungserklärungen und Grundsatzfragen in der Bayerischen Staatskanzlei.
2011 kehrte Landrat Max Heimerl in den Schuldienst zurück. Von 2011 bis 2013 war er Stellvertretender Schulleiter an der Beruflichen Oberschule Pfarrkirchen und von 2013 bis 2020 Schulleiter am Staatlichen Beruflichen Schulzentrum Mühldorf a. Inn.
Seit 2020 ist Max Heimerl Landrat des Landkreises Mühldorf a. Inn.

## Politischer Werdegang
2001 wurde Max Heimerl Mitglied des CSU-Ortsverbandes Neumarkt-Sankt Veit. Von 2009 bis 2017 war er Ortsvorsitzender und seit 2017 ist er Mitglied des CSU-Bezirksvorstandes Oberbayern. Seit 2021 ist er Kreisvorsitzender der CSU im Landkreis Mühldorf a. Inn.
Von 2002 bis 2020 gehörte Max Heimerl dem Stadtrat Neumarkt-Sankt Veit an. Von 2008 bis 2020 war er Kreisrat im Landkreis Mühldorf a. Inn und stellvertretender Vorsitzender der CSU-Kreistagsfraktion.
Bei den Kommunalwahlen 2020 setzte sich Max Heimerl beim ersten Wahlgang mit 50,1 % der Stimmen gegen fünf Gegenkandidaten durch und wurde zum Landrat des Landkreises Mühldorf a. Inn gewählt.

## Ehrenämter
Max Heimerl ist Mitglied der Abteilungsleitung Fußball des TSV Neumarkt-Sankt Veit. Bis 2017 war er Jugendtrainer Fußball beim TSV Neumarkt-Sankt Veit.
Darüber hinaus ist Max Heimerl Gründungsmitglied des Fördervereins BSZ Mühldorf a. Inn.